# Andrzej Kazimierz Grabski

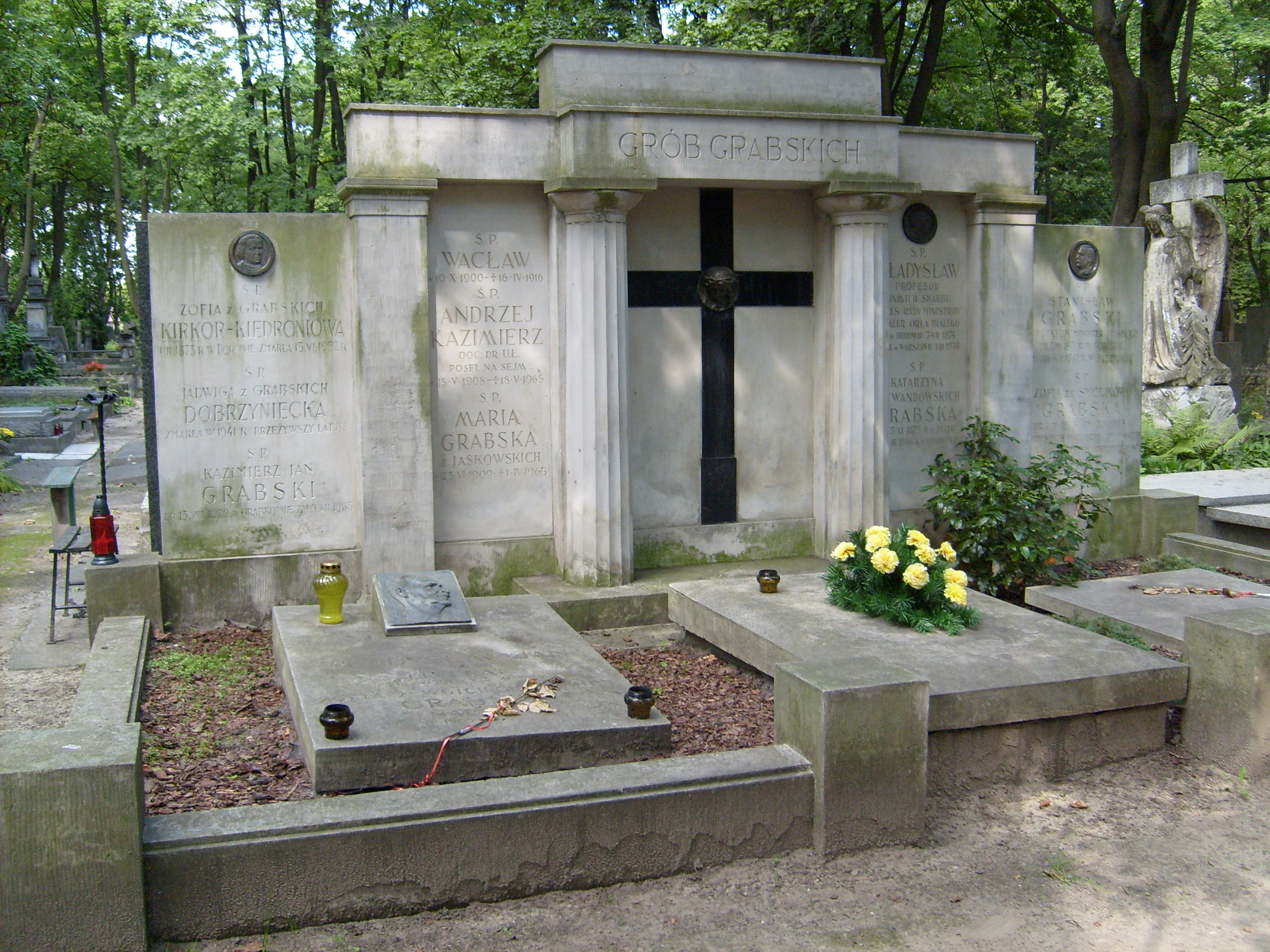
Grób Andrzeja Kazimierza Grabskiego na Powązkach; Warszawa, 31 lipca 2008

Andrzej Kazimierz Grabski (ur. 15 maja 1908 w Borowie, zm. 18 maja 1965 w Warszawie) – polski inżynier rolnictwa, poseł na Sejm PRL III kadencji.

## Życiorys
Był pracownikiem naukowym Uniwersytetu Łódzkiego, kierownikiem Katedry Ekonomiki i Handlu, z zawodu inżynier rolnictwa. Był członkiem Kolegium Redakcyjnego miesięcznika „Życie i Myśl”. W 1961 został posłem na Sejm PRL III kadencji z ramienia Stowarzyszenia „Pax” z okręgu Koźle. Pracował w Komisjach Planu Gospodarczego, Budżetu i Finansów oraz Rolnictwa i Przemysłu Spożywczego.
Był synem Władysława i Katarzyny Grabskich. Był małżonkiem Marii z Jaśkowskich (ur. 23 czerwca 1909, zm. 1 kwietnia 1966), z którą miał synów Andrzeja Feliksa, Stanisława Krzysztofa i Władysława Marię. Andrzej Kazimierz i Maria Grabscy zostali pochowani w rodzinnym grobie na warszawskich Powązkach (kwatera 89-3/4-30/31).